# هجمات السويداء 2018
هجمات السويداء 2018 هي سلسلة من التفجيرات الانتحارية والهجمات المسلحة التي وقعت في السويداء بسوريا يوم 25 يوليو 2018 ممّا أسفر عن مقتل 246 شخصًا على الأقل وإصابة أكثر من 200 آخرين.

## المُجريات

### الهجمات
أغارت مجموعات من مسلّحي تنظيم الدولة الإسلامية (داعش) على المنطقة الشمالية الشرقية من المدينة حيث نفذ عناصر التنظيم «هجمات انغماسية» على 8 قرى متاخمة لبادية السويداء هي (دوما، تيما، طربا، الكسيب، رامي وغيضة، حمايل، الشبكي والشريحي)  كما تمكنت من حجز رهائن. استعادت فصائل محلية ومتطوعون و ميليشيات موالية للحكومة في وقت لاحق كامل القرى بدعم من القوات الجوية السّورية. وذكرت وكالة الأنباء العربية السورية أن المهاجمين قد نفذوا هجمتين انتحاريتين مُنفصلتين في السويداء؛ كما أكدت على أن قوات الأمن قد تمكنت من قتل اثنين من المهاجمين قبل أن يتمكنوا من تفجير أنفسهم فيما اعتقلت ثالثًا.

### الإصابات
ذكر رئيس هيئة الصحة في محافظة السويداء في بادئ الأمر أن الهجمات قد تسببت في مقتل 176 شخصًا مع جرح عدد آخر غير معروف. عاد مدير هيئة الصحة في وقت لاحق ليُقدم لوسائل إعلام محلية تحديثًا بخصوص ضحايا الهجمات حيث أكد على أن 215 شخصًا قد قضى نحبه في هذه الهجمات الإرهابية فيما أُصيب 180 آخرون. أمّا المرصد السوري لحقوق الإنسان والذي يقع مقره في المملكة المتحدة فقد ذكر أن الهجمات تسببت في مقتل 221 شخصًا على الأقل بما في ذلك مدنيين وقوات موالية للنظام، بالإضافة إلى 45 من مقاتلي داعش، فيما تعرّض أكثر من 200 آخرين لجروح مُتفاوتة الخطورة.

### ردود الأفعال
- العراق: أدانت وزارة الخارجية العراقية التفجير وقال المتحدث باسم الوزارة أحمد محجوب في بيان إن «وزارة الخارجية العراقية تدين التفجير الإرهابي الذي استهدف مدينة السويداء السورية وتعزي ذوي الشهداء وتتمنى الشفاء العاجل للجرحى والمصابين». وأضاف أن «الأعمال التي تقوم بها الجماعات والتنظيمات الإرهابية في هذا الوقت بالذات إنما تؤكد خيبة أمل الاٍرهاب بعد الهزائم المتتالية وإعادة فرض القانون والنظام على الاراضي السورية».[2]
- مصر: أدان رئيس لجنة الشؤون العربية بمجلس النوَّاب سعد الجمَّال الهجمات على السويداء واصفًا إياها بـ«العمل الإرهابي الغادر»، وقال: «إن استمرار الخلافات السياسيَّة والنزاع المُسلَّح بين النظام السوري والمُعارضة المُسلَّحة بتنظيماتها المُتعددة وعدم التوصل لاتفاق سياسي حتَّى الآن رغم كل الجهود المصريَّة والدولية، يهيئ المناخ الملائم لهذه الأعمال الإرهابيَّة الجبانة».[3][ِ 8]
- الإدارة الذاتية لشمال وشرق سوريا – أصدرت وحدات حماية الشعب بيانًا يوم 4 أغسطس تدين فيه الهجمات وتدعو إلى اتخاذ مزيد من الإجراءات ضد داعش وقالت: «يكشف الهجوم مرة أخرى عن الوجه الحقيقي لداعش ويظهر بوضوح أنه يجب تدمير هذه الجماعة الإرهابية في أقرب وقت ممكن».[4] وقد أعربت قوات سوريا الديمقراطية استعدادها لإجراء عمليّة تبادل أسرى مع داعش لتحرير المختطفين.[5]

## المنفذون
ألقى بعض الناشطين في السويداء اللوم على النظام السوري واتهموه بالوقوف خلف تلك الهجمات، وكان تبريرهم أن النظام نقل نحو 800 من مقاتلي تنظيم داعش، خلال شهر أيار (مايو) 2018 من مخيم اليرموك للاجئين الفلسطينيين بريف دمشق إلى منطقة الأشرفية والعورة التي تبعد أقل من 10 كيلومترات عن المدينة، ثُم سحب خلال شهر حزيران (يونيو) جزءًا كبيرًا من قواته من بادية السويداء إلى محيط ريف درعا الشرقي من جهة مدينة بصرى الشام، بهدف المشاركة في الحملة العسكرية على درعا. وقيل أن السكان اعتقدوا بأن الانسحاب المفاجئ للنظام من البادية، وعدم اتخاذ أي تدابير ووسائل حماية لقرى المنطقة، تسببا في هذا الهجوم، وأن ما يؤكد ذلك هو أن قتلى عناصر التنظيم حملوا هويات شخصية تُثبت أنهم من مخيم اليرموك. واعتبر بعض الناشطين الإعلاميين أن هذا الهجوم إنما هو خطة لإجبار شباب المدينة على الالتحاق بقوات الجيش السوري، إذ كان مشايخ السويداء وأعيانها قد رفضوا إرسال أبنائهم لأداء الخدمة العسكرية في الجيش السوري، وأعلنوا أنهم لن يُشاركوا في أي معارك لقتال أي سوري آخر، وشكلوا قوات من أبناء المدينة، مهمتها حمايتها وجبال الدروز من أي هجوم. وقال آخرون أن الهجوم يهدف إلى تطويع الدروز وإعادتهم إلى الالتزام بقوانين الدولة السورية. وقالت إحدى المصادر أن وفدًا روسيًّا زار المدينة والتقى بعض الوجهاء ومشايخ العقل الدروز، وتحدث عن وجود قوات إرهابية بالسويداء يجب حلها، وهي قوات حركة شيخ الكرامة المُنبثقة عن حركة رجال الكرامة التي أسسها الشيخ أبو فهد وحيد البلعوس، وكانت مهمتها الأساسية حماية السكان الدروز في السويداء من أي هجوم أو جهة، ووقفت موقف الحياد في الأزمة السورية، ولم تصنف نفسها على أنها معارضة أو موالاة. وأتبعت الحركة زيارة الوفد الروسي بإصدار بيان، قالت فيه إن «أي اعتداء على أي شاب من شباب الجبل هو إعلان للحرب التي كنا -وما زلنا- أهلاً لها». وقال أحد القياديين في حركة شيخ الكرامة أن الاتهامات الروسية لقوات الحركة المذكورة بأنها تنظيم إرهابي جاءت على خلفية رفضها الاشتراك في حملة النظام ضد ثوار درعا، وأن النظام غاضب على الحركة بسبب قيامها ببعض العلميات النوعية ضده، مثل تحرير الشيخ منير عبد الباقي، عندما أوقفه النظام على حدود لبنان وأخذه للالتحاق بالجيش، فخطفت القوات 15 ضابطًا، ما اضطر النظام إلى إطلاق سراحه في اليوم نفسه.
أكد أحد أبناء السويداء أن النظام لاقى معاملة سيئة من قبل أهالي المدينة في الآونة الأخيرة، ولم يقبلوا وجود مسؤولي النظام في الجنازات، وأشار إلى أن ذلك «وضع المدينة على كف عفريت»، وخاصة أن السكان يتّبعون توصية «شيوخ الكرامة» الذين يعتقدون أن النظام هو الذي دبَّر الأحداث الموجهة ضد الدروز.

## المختطفين
اختطف المُهاجمون 35 شخصًا أثناء إغارتهم على السويداء وقراها، وبعد حوالي 10 أيام أعدم عناصر من تنظيم داعش إحدى الرهائن ذبحًا وصوروا العمليَّة بالڤيديو. أمَّا الرهينة المُعدم فكان مهند دوقان أبو عمَّار من قرية الشبكي البالغ من العمر 19 سنة، واتهمه عناصر التنظيم بفشل المفاوضات بينهم وبين النظام السوري، على الرُغم من أن أحد معارفه قال بأنَّ القتيل طالب بحوث علمية ولا شأن له بالمفاوضات التي تحدث عنها التنظيم. وبحسب المرصد السوري لحقوق الإنسان، فإن داعش طالبت بإطلاق سراح مقاتلين تابعين للتنظيم، تحتجزهم قوات النظام السوري من منطقة حوض اليرموك في محافظة درعا المجاورة، حيث دارت معارك عنيفة بين الطرفين قبل نحو أسبوعين من هذه الحادثة. وقال أحد أهالي السويداء أن النظام السوري «يُحاول كسب تأييد الشارع له»، وقد اتَّخذ خُطوات أخرى لهذا الغرض، وهي القيام بالمفاوضات مع داعش لإعادة المخطوفين، إضافة إلى تكليف القوات التابعة للحزب القومي بالمشاركة في الدفاع عن المدينة.

### إعدام أحد قادة التنظيم
بعد إعدام مهند دوقان أبو عمَّار، ردَّت قواتٌ تابعة للحزب السوري القومي الاجتماعي الموالية للنظام، بإعدام أحد قادة داعش شنقًا، في ساحة المشنقة الأثريَّة وسط السويداء، بحضور المئات من المدنيين. وقال أحد الشهود أن مُعظم الذين شاهدوا عمليَّة الإعدام كانوا راضين عن ذلك، فيما أعلن الحزب القومي في بيانٍ له، أنه «أعدم عنصر داعش الذي قام بتنفيذ هجوم يوم أمس على أحد مقرات الحزب»، وقال قائد الحزب في السويداء باسم رضوان، إن عملية الإعدام جاءت بـ«قرار شعبي تمَّ اتخاذه». بعد تنفيذ الإعدام، ظهر شريطٌ مُسجَّل لِلقيادي المُعدم على شبكة الإنترنت، وكشف ناشطون على شبكات التواصل الاجتماعي، أنه أحد أمراء التنظيم في حوض اليرموك بريف درعا الغربي، ويدعى أبو تميم الجاعوني، واسمه الأصلي جمال حميد الجاعوني من قرية إنخل، وكان قد أُلقي القبض عليه في المعارك هُناك على يد قوات الفرقة الرابعة، أمَّا كيفيَّة وصوله إلى أيدي قُوَّات الحزب القومي فمجهولة.

### المٌفاوضات
وكَّل مشايخ العقل الدُرُوز لجنةً محليَّةً لِلنظر في إبرام مُصالحة مع داعش في سبيل إطلاق سراح الأسرى، إلَّا أن كافَّة المساعي لم تُحقق أي تقدم، فاعتذر المُفاوضون عن مُتابعة ما كُلِّفوا به وأصدروا بيانًا بذلك نشروه على الفيسبوك، قالوا فيه:
سماحة مشايخ العقل الأجلَّاء
الشيخ يُوسُف جربوع والشيخ حمُّود الحنَّاوي
بدايةً نشكر ثقتكم بنا وتكليفنا بمهمة التفاوض ومُتابعة شؤون المخطوفين من النساء والأطفال، الذين تمَّ اختطافهم إثر العدوان الإرهابي على مُحافظة السويداء، بتاريخ 25/7/2018. لقد عملنا جاهدين لِلوُصول إلى النتائج المرجوّة والتي كُنَّا نتمنَّى أن تُكلل بإطلاق سراح المخطوفين، ولكن للأسف لم نصل إلى هذه النتيجة، وذلك لأسباب عديدة أهمها عدم إرسال الجهة الإرهابيَّة الخاطفة أيَّة مطالب ليتم عرضها أو مناقشتها. عملت اللجنة على إيصال صوت المخطوفين وذويهم إلى كُل المنابر الداخليَّة والخارجيَّة التي استطاعت الوصول اليها، ولكن كانت المعوقات التي واجهتها اللجنة عديدة، ولا مجال لذكرها الآن. ولهذا نعلن اعتذارنا عن الاستمرار بعملنا، ونشكر كل من ساندنا داخل سورية وخارجها، معتبرين أنَّ قضية المخطوفين من النساء والأطفال هي شأن وطني وإنساني وأخلاقي، يهم كل الشُرفاء، وليست شأنًا عائليًا أو محليًا. وإننا إذ نعتذر عن متابعة مهامنا كلجنة، فإننا نضع انفسنا كأفراد في خدمة هذه القضية مستعدون للتعاون مع أية جهة تعمل لتحقيق هذا الهدف النبيل. سائلين المولى القدير أن يتم تحرير مختطفاتنا وأبنائهم وعودتهم إلى أهلهم وذويهم سالمين بأسرع وقت.
السُويداء في 2/10/2018
سامر أبو عمَّار - سعيد العك - أسامة أبو ديكار - عادل الهادي

وفي اليوم التالي من هذا الإعلان، أي 3 أكتوبر 2018، أعدم داعش رهينةً جديدة لتكون تلك هي العملية الثانية من نوعها خلال نحو شهرين، وفق ما أكده مصدر محلي سويدائي والمرصد السوري لحقوق الإنسان. أمَّا الرهينة المُعدمة فقيل أنها ثروت فاضل أبو عمَّار البالغة من العُمر خمسٌ وعُشرون سنة، وقالت مصادر أُخرى أن اسمها «ثُريا أبو عمَّار»، وتبيَّن أنها تتحدر من قرية الشبكي في ريف السويداء الشرقي، وكان والديها قد قُتلا على يد التنظيم أثناء هجومه على القرية المذكورة، وقيل أنَّ إعدامها قد يكون نتيجة فشل المُفاوضات بين داعش والأهالي. جاء خبر إعدام الفتاة المذكورة صادمًا لِأبناء السُويداء كونهم كانوا ينتظرون الإفراج عن كافة المُختطفين، بعد أن أفرجت حركة رجال الكرامة عن العشرات من أهالي عناصر تنظيم داعش. ورجَّح ناشطون من المدينة أنَّ النظام السوري يقف وراء تلك العمليَّة بهدف التقليل من أهمية شيوخ العقل، وهم من يقود حركة رجال الكرامة التي تتولَّى الدفاع عن السُويداء وأهلها، وأن ما حصل كان حركة مدروسة من النظام في سبيل وضع مشايخ الكرامة بموقف الضعيف أو المُتخاذل أمام أهل الجبل. بالإضافة إلى ذلك، كان النائب اللُبناني تيمور جنبلاط (ابن الزعيم الدرزي وليد جنبلاط) قد حاول التفاوض مع قادة التنظيم، ولكنهم رفضوا، وردوا عليه قائلين: «علاقتنا ليست معكم وطلباتنا عند النظام حصرًا وأنتم لن تفيدونا بشيء، وعلاقتكم مع النظام لا تسمح بنقل طلباتنا»، وعرض جنبلاط مبالغ ماليَّة ضخمة على التنظيم، لكنها رُفضت أيضًا.
في 17 أكتوبر، كشفت مصادر أمنيّة سوريّة عن التوصل لاتفاق يقضي بإفراج داعش عن 4 سيّدات وطفلين، مُقابل إفراج الحكومة السّورية عن مُعتقلين للتنظيم، إضافة إلى وقف الجيش العربي السوري لحملته العسكرية في بادية السّويداء. وبعد ثلاثة أيّام تم تحرير المخطوفين الـ 6 بعد تسليم الجيش السوري 60 من المُعتقلات التّابعات لداعش ودفع فدية بمبلغ 27 مليون دولار. فشلت الجولة الثانية من المُفاوضات التي كانت تهدف لإخراج دفعة ثانية من المُختطفين، ممّا أدّى لاستمرار الاشتباكات بين القوات الحكوميّة ومسلّحي التنظيم.

### تحرير بقيَّة المُختطفين
في 8 نوفمبر، أعلنت وكالة الأنباء السورية أن الجيش السوري قد تمكّن خلال «عمليّة نوعيّة» من تحرير باقي المختطفين وعددهم 19 أثناء الاشتباك مع مسلّحي تنظيم الدولة الإسلامية (داعش) في منطقة حميمية شمال شرقي تدمر. وعن طبيعة العمليّة صرّح قائد ميداني سوري أن معلومات استخباراتية كشفت أن التنظيم «يقوم بنقل المختطفين من مكان لآخر بغية التمويه على أماكن احتجازهم» وبناء على نتائج الرصد والاستطلاع تم وضع خطّة لعملية أمنيّة عسكرية نُفّذت بهجوم للجيش على المجموعة المسلّحة التّابعة للتنظيم في منطقة «ارتوازيّة النّقش» في ريف حمص الشرقي أفضت لتحرير المختطفين وإلحاق خسائر مادّية وبشريّة في صفوف داعش. وقد ادّعت الوكالة الحكوميّة أن أحد أفراد التنظيم الّذي قُبض عليه خلال العملية اعترف بحصول تنظيم داعش على مساعدات ودعم عسكري من منطقة التنف الخاضعة لسيطرة مجموعات مسلّحة مُعارضة مدعومة من القوّات الأمريكيّة. وقد أدّت الاشتباكات إلى مقتل طفلين شيّعتهما السويداء بعد وصول الرهائن المحرّرين إليها.

## مكرمة النظام
بعد إعدام الرهينة الثانية ثروت أبو عمَّار، أوفد النظام السوري عددًا من ضُبَّاط الجيش إلى المدينة لبحث مسألة التحاق شباب الدُرُوز بالقطع العسكريَّة. ونشر ناشطون من السُويداء شريطًا مُسجلًا من كواليس الجلسة التي جمعت الضُبَّاط والزعامات الدُرزيَّة وقد ظهر في المقطع ضابطٌ برتبة عميد وهو يتحدث للأهالي عن «مكرمة» من اللواء ماهر الأسد شقيق الرئيس السوري بشار الأسد، تخص أبناء المدينة، يمنحهم من خلالها القُدرة على أداء الخدمة العسكريَّة في المناطق الجنوبية من سُوريا المُحيطة بالسُويداء، وذكر الصحافي السوري مالك أبو الخير أن العرض المذكور هو لِجميع المطلوبين لأداء الخدمة، وأضاف أنَّ مضمون الاقتراح ينص على أن «يخدم الشباب في منطقة الكسوة والمنطقة الجنوبية حصرًا» القريبة من المدينة. قال بعض الشُهُود أنَّ اللقاء هدف تخفيف الاحتقان بين النظام وأهالي المدينة، وأنَّ الضُبَّاط حاولوا خلال الجلسة إظهار النظام السوري على أنَّهُ الضامن الوحيد للدُرُوز والحامي لهم، ودعوهم إلى العودة إلى سُلطة النظام وإلغاء كافة المُتغيرات التي حدثت بعد سنة 2011، أي عند قيام الثورة السورية. على أنَّ الصحافي أبي الخير قال أنَّ «الاقتراح لم يتم الموافقة عليه حتى اللحظة من مشايخ العقل ومن الشيخ الحجَّار قائد رجال الكرامة»، وأضاف أن «الحجَّار أكَّد أنه لا نقاش حول وضع الشباب الدُرُوز حتى يتم إطلاق سراح المخطوفين»، كما قال الحجَّار أنَّه حتَّى ولو أُطلق سراح المخطوفين فإنَّهُ يرفض أن يخدم الشباب في مكانٍ آخر غير السويداء.

### بِاللُغة العربيَّة
1. ↑  "هكذا قُتل 200 شخص بالهجوم على السويداء (صور)". أورينت نت. مؤرشف من الأصل في 2019-08-30. اطلع عليه بتاريخ 2019-08-30.
2. ↑  اخبار - الخارجية تدين تفجير السويداء وتجدد موقف العراق "الثابت" تجاه القضية السورية نسخة محفوظة 28 يوليو 2018 على موقع واي باك مشين.
3. ↑  ""الشئون العربية" بالنواب تدين الهجمات الانتحارية لـ"داعش" بالسويداء جنوب سوريا". البوابة نيوز. الخميس 26 يوليو 2018. مؤرشف من الأصل في 3 أكتوبر 2018. اطلع عليه بتاريخ 3 أكتوبر 2018. {{استشهاد ويب}}: تحقق من التاريخ في: |تاريخ الوصول=، |تاريخ=، و|تاريخ أرشيف= (مساعدة)
4. ↑  "YPG condemns the brutal attack on the people of Suwayda". ANF News (بالإنجليزية البريطانية). 4 Aug 2018. Archived from the original on 2019-05-31.
5. ↑  "قوات سوريا الديمقراطية تعلن استعدادها لتبادل جهاديبن تأسرهم بمخطوفين من السويداء". France 24. 6 أغسطس 2018. مؤرشف من الأصل في 2018-08-06.
6. 1 2 3  "الإجبار على العودة إلى حضن النظام من بوابة إخضاع الدروز.. تفجيرات السويداء كما يرى أسبابها أبناء المدينة". عربي بوست. 25 تموز (يوليو) 2018. مؤرشف من الأصل في 26 تموز (يوليو) 2018. اطلع عليه بتاريخ 26 تموز (يوليو) 2018. {{استشهاد ويب}}: تحقق من التاريخ في: |تاريخ الوصول=، |تاريخ=، و|تاريخ أرشيف= (مساعدة)
7. ↑  مُصطفى، سيِّد (30 حزيران (يونيو) 2018). ""رجال الكرامة"... قصة مقاتلين دروز سوريين وصفتهم موسكو بالإرهابيين". رصيف 22. مؤرشف من الأصل في 26 تموز (يوليو) 2018. اطلع عليه بتاريخ 26 تموز (يوليو) 2018. {{استشهاد ويب}}: تحقق من التاريخ في: |تاريخ الوصول=، |تاريخ=، و|تاريخ أرشيف= (مساعدة)
8. 1 2 3 4  "ذبح داعش أول رهينة من الـ 35 المختطفين.. فجاء ردّ أهالي مدينة السويداء على أهم أمير بالتنظيم وبمرأى من الجميع". عربي بوست. 8 آب (أغسطس) 2018. مؤرشف من الأصل في 10 آب (أغسطس) 2018. اطلع عليه بتاريخ 10 آب (أغسطس) 2018. {{استشهاد ويب}}: تحقق من التاريخ في: |تاريخ الوصول=، |تاريخ=، و|تاريخ أرشيف= (مساعدة)
9. ↑  "الضحية يوضح بفيديو «تُهمته» قبل ذبحه..داعش يعدم أول رهينة خطفها من الـ35 شخصاً بالسويداء". عربي بوست. 5 آب (أغسطس) 2018. مؤرشف من الأصل في 10 آب (أغسطس) 2018. اطلع عليه بتاريخ 5 آب (أغسطس) 2018. {{استشهاد ويب}}: تحقق من التاريخ في: |تاريخ الوصول=، |تاريخ=، و|تاريخ أرشيف= (مساعدة)
10. ↑  "بطلقة في الرأس.. "داعش" يعدم إحدى مختطفات السويداء السورية". صحيفة اللواء. بيروت - لبنان. 3 أكتوبر 2018. مؤرشف من الأصل في 3 أكتوبر 2018. اطلع عليه بتاريخ 3 أكتوبر 2018. {{استشهاد ويب}}: تحقق من التاريخ في: |تاريخ الوصول=، |تاريخ=، و|تاريخ أرشيف= (مساعدة)
11. ↑  "قتلوها بطلقة في الرأس وأرسلوا الصور إلى أهلها.. «رجال الكرامة» في السويداء مهددون بفقدان زعامتهم بعد مقتل الرهينة الثانية على يد داعش". عربي بوست. 3 أكتوبر 2018. مؤرشف من الأصل في 4 أكتوبر 2018. اطلع عليه بتاريخ 4 أكتوبر 2018. {{استشهاد ويب}}: تحقق من التاريخ في: |تاريخ الوصول=، |تاريخ=، و|تاريخ أرشيف= (مساعدة)
12. ↑  "اتفاق على تحرير 6 مختطفات لدى "داعش"". روسيا اليوم. 17 أكتوبر 2018. مؤرشف من الأصل في 2019-12-15.
13. ↑  "بالصور.. تحرير 6 من مختطفي السويداء لدى "داعش"". روسيا اليوم. 20 أكتوبر 2018. مؤرشف من الأصل في 2019-12-15.
14. ↑  "بعملية بطولية.. الجيش يحرر جميع المختطفين الذين اختطفهم إرهابيو داعش من ريف السويداء". وكالة الأنباء السورية (سانا). 8 نوفمبر 2018. مؤرشف من الأصل في 2019-03-08.
15. ↑  "قائد ميداني سوري يكشف عن تفاصيل عملية تحرير مختطفي السويداء". روسيا اليوم. 9 نوفمبر 2018. مؤرشف من الأصل في 2019-12-15.
16. ↑  "السويداء تشيّع طفلين اختطفهما تنظيم داعش". مؤرشف من الأصل في 2020-03-09.
17. ↑  "ماهر الأسد يقدم «مكرمة» لأهالي السويداء لكسر هيمنة رجال الكرامة .. وشكوك حول اتفاق بين تنظيم داعش والنظام السوري". عربي بوست. 16 تشرين الأوَّل (أكتوبر) 2018. مؤرشف من الأصل في 18 تشرين الأوَّل (أكتوبر) 2018. اطلع عليه بتاريخ 18 تشرين الأوَّل (أكتوبر) 2018. {{استشهاد ويب}}: تحقق من التاريخ في: |تاريخ الوصول=، |تاريخ=، و|تاريخ أرشيف= (مساعدة)

### بِلُغاتٍ أجنبيَّة
1. ↑  "Syria war: Suicide attacks in the south kill dozens". BBC News (بالإنجليزية البريطانية). 25 Jul 2018. Archived from the original on 2019-04-07. Retrieved 2018-07-25.
2. ↑  "Islamic State kills dozens in south Syria attacks: state media". Reuters (بالإنجليزية الأمريكية). Archived from the original on 2019-03-24. Retrieved 2018-07-25.
3. ↑  "Islamic State kills about 100 in southwest Syria attacks". Reuters (بالإنجليزية الأمريكية). Archived from the original on 2019-03-24. Retrieved 2018-07-25.
4. ↑  "Update: Death toll of IS attacks in Syria's Sweida rises to 215". www.xinhuanet.com. مؤرشف من الأصل في 2019-05-01. اطلع عليه بتاريخ 2018-07-25.
5. ↑  "More than 220 dead in IS attacks on southern Syria". Associated Press. مؤرشف من الأصل في 2018-07-26. اطلع عليه بتاريخ 2018-07-25.
6. ↑  IS fighters ambush city, villages in southern Syria نسخة محفوظة 15 ديسمبر 2019 على موقع واي باك مشين.
7. ↑  "Mehr als 200 Tote bei IS-Angriff auf syrische Stadt". مؤرشف من الأصل في 2018-07-26. اطلع عليه بتاريخ 2018-07-25.
8. ↑  "Parl't committee slams terrorist attack on Syria's As Suwayda". The Egyptian Gazette (بالإنجليزية البريطانية). 26 Jul 2018. Archived from the original on 2018-07-27. Retrieved 2018-07-27.